# Le Peuple invisible (film)
Pour plus de détails, voir Fiche technique et Distribution.
Le Peuple invisible est un film documentaire québécois réalisé par Richard Desjardins et Robert Monderie, sorti en 2007. Il a pour sujet l'histoire et les conditions de vie actuelles du peuple algonquin, qui compte environ 10 000 personnes réparties en neuf communautés et qui sont les autochtones les plus pauvres du Canada. 
Pour Richard Desjardins, ce film a essentiellement une fonction pédagogique, « parce que ce qui est dit dans le film nous est collectivement inconnu. » Le film a d'ailleurs été utilisé dans des scénarios pédagogiques pour éveiller l'élève à la situation des autochtones du Québec afin qu'il découvre « la culture de ce peuple et son évolution, de quelle manière et par qui ses droits ont été  bafoués,  quels  sont  les  défis  qui  attendent  ces  communautés  et  comment  en  tant  que  citoyen  il  peut appuyer la lutte des peuples autochtones pour leur dignité et leurs droits. »
Le film a reçu en 2008 le prix Jutra du meilleur documentaire. 

## Synopsis
Dans ce documentaire, les deux réalisateurs explorent les conditions historiques qui ont entrainé pour les Autochtones du Canada la dépossession de leurs territoires puis de leur culture, causant un effondrement social que les structures internes de gouvernance sont incapables de redresser :

« On remonte le fil d'une histoire jamais enseignée dans nos manuels, avec des traités violés dès le XVIIIe siècle, des territoires spoliés, des victimes (comme d'autres communautés autochtones) d'une politique sauvage d'assimilation et des pertes de repères culturels. Oh! le terrible épisode des pensionnats, où les enfants étaient séparés de leurs parents dix mois par année, sans droit de parler leur langue, la majorité d'entre eux étant agressés sexuellement. Ils ont reproduit ensuite souvent violence et abus. »

Des titres ponctuent les diverses sections du film : Le dépeçage - Les derniers nomades - Le traité no 9 - L'invasion - Les oblats de Marie Immaculée - Séquelles - Les jeunes - Revendications particulières - Le troisième pouvoir.

## Fiche technique
- Titre : Le Peuple invisible
- Réalisation : Richard Desjardins et Robert Monderie
- Scénario : Richard Desjardins et Robert Monderie
- Musique : Claude Fradette
- Photographie : Alain Dupras
- Montage : Dominic Rioual
- Production : Colette Loumède
- Société de production : Office national du film du Canada
- Pays :  Canada
- Genre : Documentaire
- Durée : 93 minutes
- Dates de sortie : 
  -  Canada : 2007

## Distinctions
- 2007 : Film d’ouverture, Festival du cinéma international en Abitibi-Témiscamingue[4]
- 2008 : Prix Jutra du meilleur documentaire
- 2008 : Prix Gémeaux du meilleur documentaire : société et meilleure musique originale: documentaire (Claude Fradette)[5]

## À voir